# Xylopia nervosa
Xylopia nervosa là loài thực vật có hoa thuộc họ Na. Loài này được (R.E. Fr.) Maas miêu tả khoa học đầu tiên năm 1993.